# 한국철도공사 160000호대 전동차
한국철도공사 160000호대 전동차는 한국철도공사의 KTX-청룡 차량이다.